# Regiment Bevrijding - 5 Linie
Le Regiment Bevrijding - 5 Linie (en français : Régiment Libération - 5e de Ligne) est une unité d'infanterie néerlandophone de la composante terre des forces armées belges. Il fait partie de la Brigade Médium

## Historique
Le régiment fut formé à Bourg-Léopold, en 1992, lors de la restructuration et le rapatriement d'Allemagne des forces armées belges. Il provient de la fusion du Régiment Libération et du 5e Régiment d'infanterie de Ligne dont il reprit les traditions. Depuis lors, il a été déployé à l'étranger dans de nombreuses occasions et notamment en ex-Yougoslavie sous l'égide de l'OTAN ou des Nations unies.

## Étendard
Il porte les inscriptions suivantes :
- Veldtocht 1914-1918 (en français : Campagne 1914-1918 - 5e de Ligne)
- Antwerpen (5e de Ligne)
- Lombardsijde (5e de Ligne)
- Yser/Oostrozebeke (5e de Ligne)
- Normandie (Régiment Libération)
- Kanaal van Wessem (Régiment Libération)

## Organisation
Le régiment est composé de 4 compagnies : 
- Une compagnie de commandement et de logistique (transmission, transport, ravitaillement);
- Une compagnie d'infanterie mécanisée équipée de MOWAG Piranha IIIC qui remplacent les AIFV;
- Deux compagnies d'infanterie légère équipées de Dingo qui remplacent les UNIMOG.

## Sources
- (en) Cet article est partiellement ou en totalité issu de l’article de Wikipédia en anglais intitulé « Bataljon Bevrijding – 5 Linie » (voir la liste des auteurs).
- Site de l'armée belge